# هيرنان رودريغيز
هيرنان رودريغيز (بالإسبانية: Hernán Rodríguez) هو لاعب كرة قدم تشيلي، ولد في 2 مايو 1933 في سانتياغو في تشيلي. لعب مع .